# Снежният човек (филм, 1998)
„Снежният човек“ (на английски: Jack Frost) е американско фентъзи от 1998 г. на режисьора Трой Милър с участието на Майкъл Кийтън и Кели Престън. Кийтън играе Джак Фрост, баща и музикант, който загива в автомобилна катастрофа само за да възкръсне като снежен човек от вълшебна хармоника. Филмът е пуснат по кината в Австралия на 10 декември 1998 г.

## Актьорски състав
| Актьор        | Роля                                      |
| ------------- | ----------------------------------------- |
| Майкъл Кийтън | Джак Фрост/Снежният човек                 |
| Кели Престън  | Габи Фрост, съпруга на Джак и вдовица     |
| Джоузеф Крос  | Чарли Фрост, синът на Джак                |
| Марк Ади      | Мак Макартър, най-добрият приятел на Джак |
| Хенри Ролинс  | Сид Гроник, треньор по хокей              |
| Мика Борем    | Натали, приятел на Чарли                  |
| Андрю Лорънс  | Тък Гроник, приятел на Чарли, син на Сид  |
| Илай Маринтъл | Спенсър, приятел на Чарли                 |
| Уил Ротхаар   | Денис, приятел на Чарли                   |
| Тейлър Хандли | Рори Бък                                  |
| Стиви Рей Вон | Себе си                                   |

## В България
В България филмът е издаден на VHS през 1999 г. от Александра Видео.
На 25 декември 2009 г. е излъчен по PRO.BG с български дублаж, записан в Имидж Продъкшън. Екипът се състои от:
| Преводач            | Силвина Димитрова                                                        |
| Озвучаващи артисти  | Антония Драгова Гергана Стоянова Симеон Владов Росен Плосков Емил Емилов |
| Тонрежисьор         | Тони Петров                                                              |
| Режисьор на дублажа | Ивайло Чилингирян                                                        |